# Intercommunale
En Belgique, on appelle intercommunale une entreprise publique créée par des communes afin d'accomplir des missions de service public d'intérêt communal. Les intercommunales sont notamment actives dans les secteurs du développement économique, de la collecte des déchets, du traitement des eaux usées, de la distribution d'eau, de gaz et d'électricité, de la télédistribution.
En 2015, la Belgique comptait un total de 323 intercommunales.

## Objectifs et base constitutionnelle
L'objectif de la constitution d'une intercommunale est d'assurer des missions de service public d'intérêt communal, soit des domaines intéressant directement les citoyens. Les activités ciblées sont dès lors gérées en dehors des administrations communales concernées.
Les intercommunales permettent de répondre à l'émiettement territorial et à l'inadéquation entre le cadre territorial des communes et leurs missions. Il en résulte normalement une plus grande cohérence de l'action publique (vision stratégique, limitation de la concurrence entre certaines communes, économies d'échelle, etc.).
Les coopérations entre les provinces et les communes sont inscrites dans la constitution belge à l'article 162, alinéa 4 : « En exécution d'une loi adoptée à la majorité prévue à l'article 4, dernier alinéa, le décret ou la règle visée à l'article 134 règle les conditions et le mode suivant lesquels plusieurs provinces ou plusieurs communes peuvent s'entendre ou s'associer. » La révision de la constitution au 5 mai 1993 (dans le cadre de la réforme de l'État) rend les régions compétentes en matière de gestion des intercommunales.

## Types d'intercommunales

### Intercommunales pures et mixtes
On distingue les intercommunales pures, dont le capital est détenu à 100 % par des entités publiques (principalement les communes) et les intercommunales mixtes, dont le capital est minoritairement détenu par des acteurs du secteur privé (banques et chambres de commerce, par exemple).

### Formes juridiques des intercommunales
Les intercommunales peuvent revêtir trois formes juridiques distinctes :
- La société anonyme (SA) : de très rares cas ;
- La société coopérative à responsabilité limitée (SCRL) : cette forme est la plus fréquente en Région wallonne ;
- L'Association sans but lucratif (ASBL) : quelques cas en Wallonie.

## Les intercommunales en Région wallonne

### Dispositions décrétales
La Région wallonne s'est rapidement dotée de mesures décrètales permettant de gérer les intercommunales. Le décret du 5 décembre 1996 (publication au Moniteur belge du 7 février 1997) dispose les bases, tandis que le décret adopté le 19 juillet 2006 (publication au Moniteur belge le 23 août 2006) le réforme en profondeur.

### Répartition par secteur d'activité[2]
En 2015, la Région wallonne comptait 143 intercommunales, dont deux dans la communauté germanophone, plus quatre autres interrégionales.
- Environnement : 7 intercommunales
- Énergie (électricité, gaz, télédistribution) : 21 intercommunales (Publifin, etc.
- Financement : 12 intercommunales (FINEST, FINIMO, IFM, IPFH, IDEFIN, IDELUX Finances, IFIGA, PUBLILEC, SLF, SLF Finances, SEDIFIN, SOFILUX)
- Eau (production, distribution, épuration) : 13 intercommunales
- Expansion économique : 9 intercommunales (IEG, Ideta, Idea, IGRETEC, BEP, BEP Expansion économique, Spi+, IDELUX et inBW)
- Médico-social : 26 intercommunales
- Déchets (collecte, élimination, traitement) : 7 intercommunales (Intradel, Ipalle, Itradec, Tibi (anciennement ICDI), Intersud, BEP Environnement, inBW)
- Divers (service d'études, académies de musique, abattoirs, parcs naturels...) : 15 intercommunales (exemple : BEP Crématorium, chargée de construire et gérer un crématorium à Ciney pour la Province de Namur et la Province du Luxembourg).

## Les intercommunales en Région flamande

### Dispositions décrétales
Contrairement à la Région wallonne, la Région flamande n'a mis en place que tardivement son propre mode de gestion des intercommunales. Celles-ci ont donc été gérées selon le modèle national jusqu'en 2001, quand le décret du 6 juillet 2001 est adopté (publication au Moniteur du 31 octobre 2001).
En 2015, la Région flamande comptait 156 intercommunales, plus quatre autres interrégionales.

## Les intercommunales en Région bruxelloise

### Répartition par secteur d'activité
Une intercommunale associe deux communes ou plus, voire d'autres pouvoirs publics ou des partenaires privés. Son rayon d'activités se limite à quelques communes ou s'étend à toute la Région et même au-delà. 
En 2015, la Région bruxelloise comptait 19 intercommunales, plus trois autres interrégionales.
En Région de Bruxelles-Capitale, les Intercommunales sont actives dans les secteurs suivants en 2025 :
- Énergie : Sibelga ;
- Eau : Vivaqua ;
- Enseignement et formation : Académie intercommunale de Musique, des Arts de la parole, et de la Danse de Saint-Josse-ten-Noode/Schaerbeek, École régionale et intercommunale de police (ERIP) et Intercommunale d'Enseignement supérieur d'Architecture (IEAI) ;
- Hygiène : Brulabo (anciennement Laboratoire intercommunal bruxellois de Chimie et de Bactériologie - LIBCB) ;
- Services aux défunts : Intercommunale d'inhumation et Société coopérative intercommunale de Crémation (SCIC) ;
- Télécoms et télédistribution : Brutélé.

La Région de Bruxelles-Capitale exerce une tutelle sur les intercommunales par l'intermédiaire de Bruxelles Pouvoirs Locaux (BPL), une administration du Service public régional de Bruxelles.